# Grande Prémio de Portugal de 1990
Resultados do Grande Prêmio de Portugal de Fórmula 1 realizado em Estoril em 23 de setembro de 1990. Décima terceira etapa do campeonato, foi vencido pelo britânico Nigel Mansell, da Ferrari. Ao seu lado no pódio estavam Ayrton Senna pela McLaren-Honda e Alain Prost, também piloto da Ferrari.

## Resumo

### Peças em movimento
Jean Alesi chegou à Fórmula 1 sob os auspícios de Ken Tyrrell e pontuou logo em sua estreia com um quarto lugar no Grande Prêmio da França de 1989 e desde então o prodígio francês viu sua cotação subir a partir de alguns duelos contra a McLaren de Ayrton Senna em 1990. Nos Estados Unidos, o francês largou em quarto lugar, saltou para a liderança e ponteou por trinta e quatro voltas até ser superado por Senna, o vencedor da prova. No caso de Mônaco o triunfo do brasileiro ocorreu sob uma vantagem ínfima, sendo que Jean Alesi foi o segundo colocado nas duas ocasiões.
Cientes do potencial de Jean Alesi, os dirigentes da Williams assinaram um contrato com o piloto, o qual seria anunciado durante o Grande Prêmio da França de 1990 a fim de prestigiar a Renault, fornecedora de motores da equipe britânica, mas o evento foi adiado para o Grande Prêmio da Grã-Bretanha, prova onde Nigel Mansell anunciou sua aposentadoria ao final de seu contrato com a Ferrari. Nesse momento, Frank Williams negociava nos bastidores para contratar Ayrton Senna, tratativas malogradas pela renovação do brasileiro com a McLaren. Sentindo-se iludido pela Williams, Alesi assinou com a Ferrari para 1991, fato que obrigou o time italiano a indenizar a Tyrrell em dinheiro e a ressarcir a Williams de forma inusitadaː oferecendo à escuderia britânica uma Ferrari F1 641, modelo pilotado por Alain Prost em 1990 e o único "corpo estranho" no museu da Williams em Grove, além de US$ 4 milhões, razão pela qual a Ferrari anunciou a contratação de Jean Alesi como substituto de Nigel Mansell apenas em Portugal. "Estou muito feliz pelo Jean e a Ferrari com ele; se a equipe está feliz, também estou...", disse Mansell sem disfarçar a ironia.
Sem nenhum alarde, a Tyrrell contratou Stefano Modena para 1991 enquanto Alessandro Nannini manteve-se vinculado à Benetton apesar de ter negociado com a Ferrari. Entretanto, a pergunta sem resposta eraː quem ocupará a vaga disponível na Williams? Rumores durante o fim de semana apontam que o favorito é Nigel Mansell, o qual desisitiria de aposentar-se em troca de seu retorno ao time de Grove.

### Nigel Mansell, a esfinge
Na sexta-feira, McLaren e Ferrari alternaram-se nas primeiras posições do treino, com Ayrton Senna adiante de Alain Prost e Gerhard Berger na frente de Nigel Mansell. Avaliando a adaptação de suas máquinas ao ondulado circuito de Estoril, os líderes do campeonato fizeram suas queixasː Senna reclamava do equilíbrio do carro, o qual saia muito de traseira, e quanto a Alain Prost, as circunstâncias o obrigavam a pilotar de modo mais agressivo, algo incomum em seus dez anos de carreira. "Esta corrida é decisiva para mim. Tenho consciência de que, se chegar em quarto lugar, o mundial deste ano acabou". Aferindo o desempenho da Ferrari, o francês garantiuː "O que nos falta é um motor de resposta mais rápida". Nigel Mansell, por seu turno, lamentou a baixa aderência dos pneus usados pelas máquinas vermelhas.
Nigel Mansell fez o melhor tempo logo aos nove minutos do treino de sábado suplantando a marca de Ayrton Senna, contudo Alain Prost estragou a alegria de seu companheiro de equipe. Cinco minutos depois, o "leão" estabeleceu a melhor marca do fim de semana para não mais perdê-la. Examinados os tempos, a Ferrari garantiu a primeira fila com Mansell ao lado de Prost deixando Senna em terceiro e Berger em quarto, para desgosto da McLaren. Questionado a respeito de seu desempenho, Senna não reclamou do carro e falou sobre o segredo da Ferrari em terras portuguesasː "Eles têm feito um esforço incrível para melhorar nos treinos. Tem motores de classificação, e isso nós não temos, nem a Renault". Desde o Grande Prêmio da Grã-Bretanha de 1988, o time de Maranello não ocupava a primeira fila num Grande Prêmio de Fórmula 1, sendo esta a 110ª (centésima décima) pole position da equipe italiana.
Se na pista o voraz Nigel Mansell conquistou a décima quinta pole position de sua carreira, na entrevista coletiva os repórteres insistiam em saber como ele agiria em relação à luta entre Ayrton Senna e Alain Prost pelo título mundial de 1990. "Em primeiro lugar, tenho que ser competitivo para ganhar a corrida. Se eu estiver na frente, e Ayrton estiver em segundo, e Alain em terceiro, então eu ganharei a corrida. Provavelmente se eu estiver liderando a corrida e Alain em segundo e Ayrton em terceiro, cinco ou seis segundos atrás de Alain, eu não sei o que a Ferrari me pedirá para fazer. Mas posso imaginar", disse o britânico sem esconder o riso. O cenho do piloto crispou quando o interpelaram a respeito de uma ordem da Ferrari para a inversão de posições, embora sua resposta tenha sido ambivalenteː "Eu sou profissional. Será a decisão mais dura da minha vida se realmente me pedirem para desacelerar. Eles podem emitir uma ordem. Tudo que posso dizer é que sei que Alain será muito rápido amanhã. Sei que ele terá pelo menos a mesma potência que eu". Instado a falar, Prost tentou soar indiferenteː "Pretendo logo no começo tentar pegar a dianteira, mas não tenho a menor intenção de pedir a ninguém que me ajude. Se a equipe desejar que diga a Nigel para ir mais devagar e me ajudar".
Fora do "clube fechado" onde Ferrari e McLaren digladiam-se ferozmente, o melhor classificado foi Riccardo Patrese com o modelo FW13 da  Williams, quinto colocado à frente da Benetton, time atrelado essencialmente à capacidade e aos resultados de Nelson Piquet. Fechando o grupo dos melhores classificados, encontramos Thierry Boutsen, também da Williams, e Jean Alesi em sua Tyrrell. Este, aliás, desfruta de um status cobiçado, o de "piloto do momento". Em sentido inverso há quem tenha trilhado o caminho inverso ao da eficiência, caso da Life ao trocar os sofríveis motores W12 de fabricação própria por unidades da Judd destinadas aos carros da Leyton House a fim de melhorar o desempenho da equipe italiana sob o comando do veterano piloto Bruno Giacomelli, mas o resultado foi vergonhosoː quando os mecânicos montaram (a toque de caixa, é verdade) o motor, a tampa do mesmo não encaixava e quando Giacomelli deixou o boxe para disputar a pré-classificação, a carenagem voou após cem metrosǃ

### Ferrari contra Ferrari
Sem vencer desde o Grande Prêmio da Hungria de 1989, Nigel Mansell estava disposto a quebrar o jejum, mas a forma escolhida para isso foi inesperada. Quando apagaram as luzes, o carro do britânico patinou e ele foi parar na área interna da pista espremendo o carro de Alain Prost até o limiar de uma batida e com isso Ayrton Senna e Gerhard Berger assumiram a liderança enquanto Nigel Mansell estabeleceu-se em terceiro adiante de Nelson Piquet com Alain Prost em quinto e Riccardo Patrese em sexto. O trio de líderes manteve-se próximo durante vinte e seis voltas, sendo que Senna e Berger pontearam por mais duas. Nesse interregno, Prost demorou treze voltas para superar Piquet e Berger fazia o possível a fim de suportar o ataque de Mansell.
Próximos à metade da prova, os corredores foram chamados para os pit stops e nisso os candidatos ao título de 1990 viveram situações dísparesː Ayrton Senna parou quando havia três retardatários à sua frente e retornou ao asfalto com pista livre enquanto Alain Prost foi vítima de uma parada ruim. "Para mim o campeonato acabou", disse ele ao final da etapa portuguesa. Ainda na pista, o francês voltou do boxe em quarto lugar, atrás de Gerhard Berger (outrora líder da prova durante três voltas) e na frente de Alessandro Nanini e Nelson Piquet, dupla da Benetton. Em primeiro lugar, Ayrton Senna manteve-se em primeiro lugar por mais dezoito giros, contudo o rendimento superior de Nigel Mansell o fez pulverizar a diferença e assim o britânico assumiu a liderança na volta cinquenta.
Ultrapassagens são ingredientes indispensáveis no automobilismo, todavia a manobra envolvendo Mansell e Senna despertou a lembrança do ocorrido no Grande Prêmio de Portugal de 1989 quando, já punido com uma bandeira preta, o "leão" ignorou a sinalização e emparelhou com Senna causando uma batida que eliminou ambos da corrida dificultando a luta do brasileiro pelo bicampeonato naquele ano. Ciente de que o adversário em seu encalço não era Alain Prost, o piloto da McLaren não ofereceu resistência. A manobra ocorreu na entrada da reta dos boxes quando o britânico aproveitou o impulso gerado pelo vácuo. "Ele tinha um carro mais rápido que o meu e não valia a pena correr o risco", afirmou Senna. Correr pensando no campeonato ajuda a explicar a atitude de Senna, mas havia outro fator nessa equação, revelado após a corridaː "No sábado, depois que ele fez a pole, que o cumprimentei. Ele me puxou para um canto e disse que eu não precisava me preocupar, porque ele não faria nada que pudesse me atrapalhar".
Nigel Mansell trazia Ayrton Senna em segundo e entre eles havia uma vantagem razoável, mas a corrida ainda trouxe alguma emoção quando Alain Prost tomou o terceiro lugar de Gerhard Berger na volta cinquenta e nove encurtando a distância em relação a Senna, mas um novo duelo entre os campeões não foi possível devido a um acidente entre a Arrows de Alex Caffi e a Lola de Aguri Suzuki na segunda curva do circuito, a Tanque, o que lançou Caffi de encontro ao guard rail quase no mesmo instante que Berger sucumbiu a Prost. Os fiscais de pista tentaram socorrer o piloto, mas como havia dificuldade em fazê-lo por tratar-se de um setor da pista sem área de escape, a direção de prova encerrou o Grande Prêmio de Portugal de 1990 na volta sessenta e um, dez giros antes do previsto. A respeito de Alex Caffi, o mesmo foi levado de maca para o centro médico do autódromo, atendido por Sid Watkins e depois enviado ao Hospital de Santa Maria na capital lusitana onde diagnosticaram escoriações em uma das pernas e dores no tornozelo esquerdo. Por conta do encerramento abrupto da corrida, Nigel Mansell venceu sua última corrida pela Ferrari enquanto Ayrton Senna foi o segundo a bordo da McLaren e Alain Prost ficou em terceiro com a outra Ferrari. Em quarto chegou Gerhard Berger completando o dia da McLaren enquanto a Benetton fechou a zona de pontuação com Nelson Piquet e Alessandro Nanini.
Ao descer do carro, Nigel Mansell abraçou Cesare Fiorio, diretor-técnico da Ferrari, enquanto Alain Prost mal cumprimentou o chefe. No pódio, o piloto britânico era a personificação da euforia e em consequência disso abraçou Ayrton Senna enquanto Alain Prost remoía as próprias mágoas. Soube-se depois que a vitória de Mansell não foi possível apenas por seu arrojo, temperamento ou pelas condições do carro, mas também por um entendimento de Fiorio segundo o qual uma inversão de posições em favor de Prost só teria sentido caso uma vitória garantisse o título do francês já no Autódromo do Estoril, cenário não concretizado. "Quando apareceu a luz verde e eu acelerei forte, o carro começou a derrapar e girou para a direita. Não tinha como corrigir a trajetória. Acho que foi a pior largada de minha carreira e peço desculpas a Alain por tê-lo atrapalhado", disse o "leão" a respeito de seu começo surpreendente de prova. Alain Prost, por sua vez, fulminouː "A Ferrari não merece ser campeã". A essa altura, Ayrton Senna tinha 78 pontos contra 60 de Alain Prost e estava a uma vitória do bicampeonato, título que virá caso o brasileiro vença o Grande Prêmio da Espanha ou até mesmo sem marcar pontos, desde que Alain Prost seja no máximo terceiro colocado na etapa em questão.

### Rivais reconciliados
Durante o fim de semana a relação entre Ayrton Senna e Nigel Mansell foi depurada por gestos de reconciliação, a começar pela atitude do brasileiro que pediu desculpas ao rival por atrapalhá-lo durante uma volta rápida nos treinos de sexta-feira. "No primeiro treino, eu não vi o Mansell atrás de mim e o atrapalhei. Fui aos boxes da Ferrari e pedi desculpas". No dia seguinte, ao ser felicitado pela pole position, Mansell garantiu a Senna que não o prejudicaria e na entrevista pós-corrida a paz foi selada. "Eu quero deixar claro aqui que o ocorrido entre eu e Senna está apagado. Ele é um grande piloto, correto. Eu quero apertar sua mão". Dito isso, Ayrton Senna correspondeu ao gesto com alegria e alívio.  

## Classificação da prova

### Pré-classificação
| Pos. | Nº | Piloto             | Construtor    | Tempo    | Dif.    |
| ---- | -- | ------------------ | ------------- | -------- | ------- |
| 1    | 14 | Olivier Grouillard | Osella-Ford   | 1:19.384 | —       |
| 2    | 18 | Yannick Dalmas     | AGS-Ford      | 1:19.885 | + 0.501 |
| 3    | 31 | Bertrand Gachot    | Coloni-Ford   | 1:20.000 | + 0.616 |
| 4    | 17 | Gabriele Tarquini  | AGS-Ford      | 1:20.942 | + 1.558 |
| 5    | 33 | Roberto Moreno     | EuroBrun-Judd | 1:21.188 | + 1.804 |
| 6    | 34 | Claudio Langes     | EuroBrun-Judd | 1:23.447 | + 4.063 |
| 7    | 39 | Bruno Giacomelli   | Life-Judd     | s/ tempo | —       |

### Treinos oficiais
| Pos.    | Nº | Piloto             | Construtor        | Q1       | Q2       | Dif.    |
| ------- | -- | ------------------ | ----------------- | -------- | -------- | ------- |
| 1       | 2  | Nigel Mansell      | Ferrari           | 1:14.861 | 1:13.557 | —       |
| 2       | 1  | Alain Prost        | Ferrari           | 1:14.536 | 1:13.595 | + 0.038 |
| 3       | 27 | Ayrton Senna       | McLaren-Honda     | 1:14.246 | 1:13.601 | + 0.044 |
| 4       | 28 | Gerhard Berger     | McLaren-Honda     | 1:14.552 | 1:14.292 | + 0.735 |
| 5       | 6  | Riccardo Patrese   | Williams-Renault  | 1:15.539 | 1:14.723 | + 1.166 |
| 6       | 20 | Nelson Piquet      | Benetton-Ford     | 1:15.542 | 1:14.728 | + 1.171 |
| 7       | 5  | Thierry Boutsen    | Williams-Renault  | 1:15.646 | 1:14.934 | + 1.377 |
| 8       | 4  | Jean Alesi         | Tyrrell-Ford      | 1:16.092 | 1:15.112 | + 1.555 |
| 9       | 19 | Alessandro Nannini | Benetton-Ford     | 1:16.123 | 1:15.411 | + 1.854 |
| 10      | 29 | Eric Bernard       | Lola-Lamborghini  | 1:16.477 | 1:15.673 | + 2.116 |
| 11      | 30 | Aguri Suzuki       | Lola-Lamborghini  | 1:17.189 | 1:16.012 | + 2.455 |
| 12      | 16 | Ivan Capelli       | Leyton House-Judd | 1:18.242 | 1:16.284 | + 2.727 |
| 13      | 21 | Emanuele Pirro     | Dallara-Ford      | 1:17.653 | 1:16.290 | + 2.733 |
| 14      | 15 | Maurício Gugelmin  | Leyton House-Judd | 1:17.569 | 1:16.296 | + 2.739 |
| 15      | 12 | Martin Donnelly    | Lotus-Lamborghini | 1:17.414 | 1:16.762 | + 3.205 |
| 16      | 23 | Pierluigi Martini  | Minardi-Ford      | 1:17.045 | 1:16.795 | + 3.238 |
| 17      | 10 | Alex Caffi         | Arrows-Ford       | 1:18.725 | 1:16.946 | + 3.389 |
| 18      | 22 | Andrea de Cesaris  | Dallara-Ford      | 1:17.252 | 1:17.066 | + 3.509 |
| 19      | 9  | Michele Alboreto   | Arrows-Ford       | 1:18.630 | 1:17.081 | + 3.524 |
| 20      | 3  | Satoru Nakajima    | Tyrrell-Ford      | 1:17.097 | s/ tempo | + 3.540 |
| 21      | 26 | Philippe Alliot    | Ligier-Ford       | 1:17.330 | 1:17.120 | + 3.563 |
| 22      | 11 | Derek Warwick      | Lotus-Lamborghini | 1:17.904 | 1:17.259 | + 3.702 |
| 23      | 25 | Nicola Larini      | Ligier-Ford       | 1:18.958 | 1:17.269 | + 3.712 |
| 24      | 8  | Stefano Modena     | Brabham-Judd      | 1:17.962 | 1:17.341 | + 3.784 |
| 25      | 18 | Yannick Dalmas     | AGS-Ford          | 1:18.581 | 1:17.621 | + 4.064 |
| 26      | 7  | David Brabham      | Brabham-Judd      | 1:18.967 | 1:17.715 | + 4.158 |
| 27      | 14 | Olivier Grouillard | Osella-Ford       | 1:18.512 | 1:17.775 | + 4.218 |
| 28      | 24 | Paolo Barilla      | Minardi-Ford      | 1:18.669 | 1:18.280 | + 4.723 |
| 29      | 17 | Gabriele Tarquini  | AGS-Ford          | 1:20.226 | 1:18.815 | + 5.258 |
| 30      | 31 | Bertrand Gachot    | Coloni-Ford       | 1:20.662 | 1:20.516 | + 6.959 |
| Fontes: |    |                    |                   |          |          |         |

### Corrida
| Pos.    | Nº | Piloto             | Construtor        | Voltas | Tempo/Diferença | Grid | Pontos     |
| ------- | -- | ------------------ | ----------------- | ------ | --------------- | ---- | ---------- |
| 1       | 2  | Nigel Mansell      | Ferrari           | 61     | 1:22:11.014     | 1    | 9          |
| 2       | 27 | Ayrton Senna       | McLaren-Honda     | 61     | + 2.808         | 3    | 6          |
| 3       | 1  | Alain Prost        | Ferrari           | 61     | + 4.189         | 2    | 4          |
| 4       | 28 | Gerhard Berger     | McLaren-Honda     | 61     | + 5.896         | 4    | 3          |
| 5       | 20 | Nelson Piquet      | Benetton-Ford     | 61     | + 57.418        | 6    | 2          |
| 6       | 19 | Alessandro Nannini | Benetton-Ford     | 61     | + 58.249        | 9    | 1          |
| 7       | 6  | Riccardo Patrese   | Williams-Renault  | 60     | + 1 volta       | 5    |            |
| 8       | 4  | Jean Alesi         | Tyrrell-Ford      | 60     | + 1 volta       | 8    |            |
| 9       | 9  | Michele Alboreto   | Arrows-Ford       | 60     | + 1 volta       | 19   |            |
| 10      | 25 | Nicola Larini      | Ligier-Ford       | 59     | + 2 voltas      | 22   |            |
| 11      | 23 | Pierluigi Martini  | Minardi-Ford      | 59     | + 2 voltas      | 16   |            |
| 12      | 15 | Maurício Gugelmin  | Leyton House-Judd | 59     | + 2 voltas      | 14   |            |
| 13      | 10 | Alex Caffi         | Arrows-Ford       | 58     | Acidente        | 17   |            |
| 14      | 30 | Aguri Suzuki       | Lola-Lamborghini  | 58     | Acidente        | 11   |            |
| 15      | 21 | Emanuele Pirro     | Dallara-Ford      | 58     | + 3 voltas      | 13   |            |
| Ret     | 26 | Philippe Alliot    | Ligier-Ford       | 52     | Acidente        | 20   |            |
| Ret     | 7  | David Brabham      | Brabham-Judd      | 52     | Câmbio          | 25   |            |
| Ret     | 16 | Ivan Capelli       | Leyton House-Judd | 51     | Motor           | 12   |            |
| Ret     | 5  | Thierry Boutsen    | Williams-Renault  | 30     | Motor           | 7    |            |
| Ret     | 29 | Eric Bernard       | Lola-Lamborghini  | 24     | Câmbio          | 10   |            |
| Ret     | 8  | Stefano Modena     | Brabham-Judd      | 21     | Câmbio          | 23   |            |
| Ret     | 12 | Martin Donnelly    | Lotus-Lamborghini | 14     | Alternador      | 15   |            |
| Ret     | 11 | Derek Warwick      | Lotus-Lamborghini | 5      | Acelerador      | 21   |            |
| Ret     | 18 | Yannick Dalmas     | AGS-Ford          | 3      | Semieixo        | 24   |            |
| Ret     | 22 | Andrea de Cesaris  | Dallara-Ford      | 0      | Spun Off        | 18   |            |
| DNS     | 3  | Satoru Nakajima    | Tyrrell-Ford      |        | Piloto doente   |      | [ nota 1 ] |
| DNQ     | 14 | Olivier Grouillard | Osella-Ford       |        |                 |      |            |
| DNQ     | 24 | Paolo Barilla      | Minardi-Ford      |        |                 |      |            |
| DNQ     | 17 | Gabriele Tarquini  | AGS-Ford          |        |                 |      |            |
| DNQ     | 31 | Bertrand Gachot    | Coloni-Ford       |        |                 |      |            |
| DNPQ    | 33 | Roberto Moreno     | EuroBrun-Judd     |        |                 |      |            |
| DNPQ    | 34 | Claudio Langes     | EuroBrun-Judd     |        |                 |      |            |
| DNPQ    | 39 | Bruno Giacomelli   | Life-Judd         |        |                 |      |            |
| Fontes: |    |                    |                   |        |                 |      |            |

## Tabela do campeonato após a corrida
| Pos.    | Piloto          | Pontos |
| ------- | --------------- | ------ |
| 1       | Ayrton Senna    | 78     |
| 2       | Alain Prost     | 60     |
| 3       | Gerhard Berger  | 40     |
| 4       | Thierry Boutsen | 27     |
| 5       | Nelson Piquet   | 26     |
| Fontes: |                 |        |

| Pos.    | Construtor       | Pontos |
| ------- | ---------------- | ------ |
| 1       | McLaren-Honda    | 118    |
| 2       | Ferrari          | 85     |
| 3       | Williams-Renault | 44     |
| 4       | Benetton-Ford    | 43     |
| 5       | Tyrrell-Ford     | 15     |
| Fontes: |                  |        |

- Nota: Somente as primeiras cinco posições estão listadas. Entre 1981 e 1990 cada piloto podia computar onze resultados válidos por temporada não havendo descartes no mundial de construtores.